# Z (jeu vidéo)
Pour les articles homonymes, voir Z.
Z est un jeu vidéo de stratégie en temps réel développé par Bitmap Brothers et publié le 31 juillet 1996 sous MS-DOS. Il oppose deux armées de robots se disputant la possession des planètes occupées. Le jeu sera ensuite porté sur PlayStation, Saturn, Mac OS, ainsi qu'une version Windows 95. La suite, Z: Steel Soldiers sera développée en 2001.
Le jeu a été bien accueilli par la presse du jeu vidéo pour ses graphismes, son humour et son intelligence artificielle, mais il n'a pas eu autant d'influence auprès des joueurs que les jeux Command and Conquer : Conflit du Tibérium ou encore Warcraft II: Tides of Darkness, se situant dans le même genre vidéoludique et parus pendant les deux années précédentes.

## Système de jeu
Z est un jeu de stratégie en temps réel dans la lignée de Command and Conquer et de Warcraft II mais proposant une approche différente du genre. Il remplace en effet les systèmes de récolte de ressources et de construction de base de ses prédécesseurs par un système de territoires, que les joueurs doivent capturer pour prendre le contrôle des usines qui s’y trouvent. La production des troupes est gratuite mais nécessite un certain temps, qui varie en fonction de la puissance des unités. Plus le joueur contrôle des territoires, plus les usines deviennent efficaces et produisent les unités rapidement. Le jeu privilégie ainsi la vitesse et la tactique des combats au détriment des éléments de gestion des ressources et de construction de base et alors que dans les précédents jeux du genre, le début d’une partie est plutôt lent et la fin tourne à la guerre d’attrition, il propose une série constante d’affrontement pour le contrôle des territoires,.
Plusieurs types de bâtiments sont disponibles dans le jeu : les usines, qui produisent des robots ou des véhicules, les radars et les centres de réparations. À ces bâtiments est associé un niveau (deux, trois ou quatre étoiles) qui définit leur vitesse et leur capacité de production. Les usines et les radars, mais aussi les ponts qui parsèment la carte, peuvent être détruits, mais seulement de manière temporaire. Les usines peuvent produire six types de robots différents, avec chacun leur particularité. Ainsi, si le robot de base sert plutôt de chair à canon, d’autres sont équipés de missiles ou d’un lance-flammes ou bénéficie d’une plus grande portée de tir. Elles peuvent également produire onze autres variétés d’unités dont la jeep, différents types de chars d’assaut (léger, moyen et lourd) et différents types de canons. Il est enfin possible de construire des structures défensives, comme des canons ou des lance-missiles, pour protéger un territoire, et de bénéficier de grues pour réparer les ponts ou les autres bâtiments. Au début d’une partie, les territoires sont jonchés de véhicules et d’armes abandonnées qui peuvent être récupérées par les troupes d’un joueur. Il est également possible de tuer le conducteur d’un véhicule ennemi pour en prendre possession.
Le jeu propose une vingtaine de missions réparties en cinq chapitres. Ces derniers correspondent chacun à un type de planète : volcanique, arctique, désert et jungle.  L’objectif de toutes les missions est identique et consiste à détruire le fort situé dans le territoire initial du camp adverse. Les missions sont rythmées par des scènes cinématiques qui racontent les aventures de deux robots de manière humoristique. Le jeu propose également un mode multijoueur en réseau local, par modem ou sur Internet.

## Développement et publication
Z est le premier jeu sur PC du studio de développement The Bitmap Brothers précédemment connu pour ses succès sur Amiga et Atari ST comme Speedball (1988), Cadaver (1990) ou The Chaos Engine (1993),. Son titre Z est au départ le nom de code donné au projet afin d’éviter de dévoiler des informations et de ménager l’effet de surprise à son sujet, mais les développeurs s’habituent à celui-ci et décide finalement de le sortir sous ce nom. Le développement du jeu commence en 1993 avec l’idée de créer un jeu de stratégie et d’arcade en réseau. Après quelques mois de brainstorming sur le sujet, les développeurs aboutissent à un premier concept puis, pendant trois mois, ils se concentrent sur les algorithmes de communication entre PC afin de proposer un mode multijoueur fluide aussi bien en réseau local que par modem. Ils passent ensuite plusieurs mois à développer une interface d’installation et d’optimisation capable de permettre au joueur de détecter la configuration du joueur et de s’y adapter. La partie la plus dure du développement concerne cependant la programmation des routines de scrolling et de l’intelligence artificielle du jeu pour laquelle les développeurs ne souhaitent pas se limiter à la définition de quelques réactions prédéfinies et points de cheminement. Pour éviter toute annonce prématurée, le jeu est développé dans une certaine discrétion et n’est présenté à la presse que sur la fin du développement. La sortie du jeu est initialement annoncée pour fin 1995. La version PC fonctionnant sous DOS est finalement publiée en 1996, par Warner Interactive en Europe et par Virgin Interactive aux États-Unis,.

## Portages
Le jeu a été développé initialement pour MS-DOS. Pour l'anecdote, c'est le premier jeu des Bitmap Brothers à être développé initialement pour cette plate-forme, d'autres jeux fonctionnaient sous DOS mais étaient des portages.
Une autre version pour Windows 95 a été mise au point. Celle-ci rajoute un éditeur de niveau ainsi que des niveaux supplémentaire du 20 au 31. Ces niveaux sont basés sur d'autres déjà existants, par exemple le niveau 21 est basé sur le niveau 1, aux différences que le niveau est plus grand et qu'il n'y a pas de restriction d'unités. Cette version a également été améliorée et fonctionne plus rapidement. Enfin pour les puristes, l'écran qui s'affiche au tout premier lancement de la version DOS a été remplacé par une interface utilisant les contrôles classiques de Windows.
Il existe également une version sur PlayStation sortie en 1997 et une version pour la console Sega Saturn sortie en 1998. D'autre part, certaines versions détournées ont été trouvées sur des réseaux de type Poste à poste, à l'instar d'autre jeux détournés ceux-ci auraient des voix différentes des langues officiellement supportées (français - anglais - allemand - espagnol) comme le russe, le chinois, le polonais, auraient des inclusions de graphiques différentes. Les auteurs de ces modifications feraient partie de la Scène démo d'Art numérique dit de la Culture underground. Le forum officiel des fans du jeu, nommé Zzone en langue anglaise, encouragerait aussi ces modifications appelées "zed mods". Ceux-ci répondant aux besoins de amateurs de personnaliser leurs jeux, dans le même état d'esprit qui a donné la naissance du mod Counter-Strike, dérivé du jeu Half-life officiel.

## Accueil
| Z                     |      |       |
| Média                 | Nat. | Notes |
| Computer Gaming World | US   | 3.5/5 |
| GameSpot              | US   | 72 %  |
| Gen4                  | FR   | 5/5   |
| Jeuxvideo.com         | FR   | 85 %  |
| Joypad                | FR   | 78 %  |
| Joystick              | FR   | 90 %  |
| PC Gamer UK           | GB   | 77 %  |
| PC Team               | FR   | 94 %  |
| Consoles +            | FR   | 88 %  |

À sa sortie, Z fait l’objet d’une critique plutôt positive de Martin Cirulis dans le magazine Computer Gaming World qui le décrit comme « un clone amusant de Command and Conquer » offrant « un défi tactique intéressant ». Il estime en effet qu’en mettant de côté les éléments de construction de base, il parvient à se distinguer de son modèle en proposant un système de jeu plus simple, qui se focalise sur la vitesse et la jouabilité et ne réduit qu’a la marge la difficulté tactique, même s’il regrette que ce système fait qu’il est difficile de renverser le cours d’une partie. Sur le plan technique, il salue ses graphismes et ses cinématiques, d’excellente qualité et pleines d’humour, ainsi que la fiabilité du programme et son intelligence artificielle, qu’il juge satisfaisante par rapport à celle de Command and Conquer. Il estime que ses seuls défaut majeurs résident dans sa durée de vie, sa campagne pouvant être terminée en une vingtaine d’heure, et dans le côté répétitif de ses combats et conclut qu’il constitue un jeu amusant, réussi et plus stimulant qu’il n’en a l’air. Les journalistes du magazine Gen4 sont encore plus enthousiastes. Ils estiment en effet que le jeu est « un vrai bonheur » porté par une réalisation « superbe », des graphismes réussis, une interface « parfaite » et un humour omniprésent. Concernant son gameplay, ils expliquent qu’il se focalise plus sur l’action que sur la stratégie et note qu’il « peut surprendre » quand on s’attend à un Command and Conquer, mais qu’il se révèle « prenant » et « génial » avec un peu d’entrainement. Ils saluent particulièrement son mode multijoueur, qu’ils  jugent « jubilatoire » malgré un certain déséquilibre entre les joueurs, avant de conclure qu’il s’agit d’un jeu prenant, bien réalisé et à la hauteur de leur attente. Le jeu est également salué par le journaliste du magazine Joystick qui met d’abord en avant son « concept original », qui n’a rien à voir avec  Command and Conquer par rapport auquel il privilégie l’aspect tactique et la vitesse pour offrir en permanence de l’action. Sur le plan technique, il fait l’éloge de sa très bonne réalisation avec ses « explosions impressionnante », ses nombreuses animations, ses scènes cinématiques superbement réalisée et sa grande fluidité. Il salue également son interface facile à prendre en main, son « excellente » intelligence artificielle et son mode multijoueur, qui se révèle être « un vrai régal » même s’il est difficile de renverser le cours d’une partie. Il conclut ainsi qu’il s’agit d’un excellent jeu qui « n’a [cependant] pas la stature d’un Warcraft II » du fait de quelques lacunes, dont l’absence d’un éditeur de niveau et un mode multijoueur pas assez étoffé.
Rétrospectivement, le journaliste Richard Moss du site Ars Technica estime que Z  est un des rares jeux de stratégie en temps réel à se démarquer dans la première vague des clones de Warcraft II et de Command and Conquer. Il explique en effet que plutôt que relater des affrontements entre des races extraterrestres ou entre des chefs de cultes mégalomanes, son scénario retrace avec ironie et humour des affrontements entre des armées de robots pour le contrôle de cinq planètes. Il ajoute qu’il est également un des premiers STR à proposer une approche différente du genre en substituant les éléments de gestion des ressources et de construction de base de ses prédécesseurs par un système de territoires, que les joueurs doivent capturer pour prendre le contrôle des usines qui s’y trouvent. Il juge ainsi que si dans les autres jeux du genre, le début d’une partie est plutôt lent et la fin tourne à la guerre d’attrition, il propose au contraire une série constante d’affrontement pour la domination de la carte. Il note enfin qu’il introduit plusieurs innovations, comme la possibilité de tuer le conducteur d’un véhicule ennemi pour en prendre possession, avant de conclure qu’il apporte à l’époque la preuve qu’un autre genre de STR est possible, même s’il estime que son succès n’est cependant pas suffisant pour changer la voie tracé par ses prédécesseurs.